# Il Nuovo Male (rivista)
Il Nuovo Male è un mensile di illustrazione e satira diretto da Vincenzo Sparagna, attivo dal 1º ottobre del 2011.

## Storia
La pubblicazione è la nuova edizione della storica rivista satirica Il Male, attiva dal 1977 al 1982, del cui collettivo Sparagna fece parte. 
Nel 1995 ci fu un primo tentativo da parte di Sparagna e Vincino di riportare nelle edicole la rivista. Questa fase durò per 6 numeri, dall'ottobre del 1995 al marzo 1996. 
Il mensile è uscito nuovamente nel 2011 una settimana prima dell'annunciato lancio sul mercato di un'altra riedizione della storica testata, ad opera di Vincino e Vauro. 
Chiusa circa due anni dopo la pubblicazione di quest'ultima, Il Nuovo Male di Sparagna prosegue invece negli anni seguenti le proprie più o meno regolari uscite.
Collaborano a questa edizione de il Nuovo Male: Cecigian, Cucciarelli, Cossu, Del Buono, Delucchi, Ercole, Fabbri, Frago Comics, Franzaroli, Gallo, Gattai, Giuliano, Graziani, Gubitosa, Laurenzi, Morelli, Navarra, Paci, Palumbo, Panzironi, Perissinotto, Pinna, Ramingo Giusti, Tersite (Sparagna), Zanzara, Joe Trozky, Stickyboy, Ss-Sunda.